# Jacinto João
Jacinto João (Luanda, 25 gennaio 1944 – 29 ottobre 2004) è stato un calciatore portoghese, di ruolo centrocampista.

## Carriera

### Nazionale
Ha collezionato 10 presenze con la propria Nazionale.

## Palmarès

### Competizioni nazionali
- Coppa del Portogallo: 1

Vitória Setúbal: 1966-1967